# Budimiri
 Ovo je glavno značenje pojma Budimiri. Za hrvatsko prezime pogledajte Budimir (prezime).
 Budimiri su naselje u sastavu Grada Trilja u Splitsko-dalmatinskoj županiji.

## Zemljopis
Selo se nalazi 8 kilometara od grada Trilja na krškoj zaravni između planine Kamešnice i kanjona rijeke Cetine, neposredno uz cestu D60.

## Stanovništvo
Kao i većina naselja ovoga kraja nakon Drugog svjetskog rata bilježi drastičan pad broja stanovnika.
| broj stanovnika | 505   | 556   | 561   | 341   | 543   | 458   | 723   | 573   | 541   | 574   | 566   | 480   | 336   | 236   | 149   | 106   | 69    |
|                 | 1857. | 1869. | 1880. | 1890. | 1900. | 1910. | 1921. | 1931. | 1948. | 1953. | 1961. | 1971. | 1981. | 1991. | 2001. | 2011. | 2021. |